# اتوود (کانزاس)
اتوود (به انگلیسی: Atwood) شهری در ایالت کانزاس کشور ایالات متحده آمریکا است که جمعیت آن در سرشماری سال ۲۰۱۰ میلادی، ۱٬۱۹۴ نفر بوده‌است.